# Covards
|  | Aquest article tracta sobre el film de 2008. Vegeu-ne altres significats a «Covardia». |

Covards és una pel·lícula espanyola del 2008 dirigida per José Corbacho i Juan Cruz Benavente en el que va ser el seu segon llargmetratge després de Tapes. Basa el seu argument en l'assetjament escolar i com afecta tant els nois com els pares. Fou rodada a l'IES Can Vilumara de l'Hospitalet de Llobregat i en el càsting hi participaren 300 adolescents del municipi. Ha estat doblada al català.

## Argument
La trama explica la història de dos nois de secundària, un la víctima i l'altre, el maltractador. En Guille és, en aparença, un noi com molts: treu bones notes, és bon esportista i té una família que el recolza. Descobreix que actuar de "pinxo" a classe li dona cert respecte, per la qual cosa, sense dubtar-ho, tria una víctima i amb qualsevol pretext es passa el dia assetjant-lo amb els seus amics; que en realitat no són els seus amics de debò sinó que li tenen por, i per tal que en Guille no els fes res el secunden.
En Gabriel és la víctima escollida per en Guille. En Gabriel és pèl-roig, així que tots li diuen "pastanaga". En Gaby, decideix un dia, que no deixarà que l'assetgin. Parla amb la Carla, la seva millor amiga, i tots dos planegen com aconseguir que en Guille el deixi de pegar i d'assetjar.
Decideixen gravar un vídeo en el qual surt en Guille pegant a en Gaby, i l'endemà, en Gaby l'hi envia al telèfon d'en Guille. Ell i tots els seus amics veuen el vídeo i en Gaby els fa xantatge dient-los que si ells es queden amb en Guille, farà públic el vídeo. Els seus amics se'n van i en Guille es queda sol. Al final de la pel·lícula es pot veure com en Guille no torna a molestar a en Gaby.

## Repartiment
- Eduardo Garé 	...	Gabriel
- Eduardo Espinilla ...	Guille
- Elvira Mínguez		...	Merche
- Antonio de la Torre Martín	...	Joaquín
- Lluís Homar	...	Guillermo
- Paz Padilla	...	Magdalena
- Frank Crudele ...	Silvano
- Blanca Apilánez ...	Tutora
- Ariadna Gaya	...	Carla

## Nominacions i premis
Elvira Mínguez fou nominada al Goya a la millor actriu secundària (2009). Al Festival de Màlaga, on fou estrenada, fou candidata a la Bisnaga d'Or, però finalment va obtenir el premi de la crítica i una menció especial.